# Emmanouīl Papadopoulos
Emmanouīl Papadopoulos (in greco Εμμανουήλ Παπαδόπουλος?; fl. XX secolo) è stato un pallanuotista greco.

## Biografia
Ha rappresentato la Grecia ai Giochi olimpici estivi di Londra 1948 nel torneo di pallanuoto.